# 2004 EQ95
2004 EQ95, também escrito como 2004 EQ95, é um objeto transnetuniano que está localizado no Cinturão de Kuiper, uma região do Sistema Solar. Este corpo celeste é classificado como um cubewano. Ele possui uma magnitude absoluta de 7,4 e tem um diâmetro estimado com 146 km.

## Descoberta
2004 EQ95 foi descoberto no dia 15 de março de 2004 pelo astrônomo Marc W. Buie.

## Órbita
A órbita de 2004 EQ95 tem uma excentricidade de 0,061 e possui um semieixo maior de 44,657 UA. O seu periélio leva o mesmo a uma distância de 41,947 UA em relação ao Sol e seu afélio a 47,367 UA.